# 1,3-benzodioxol
1,3-benzodioxol (1,2-metylendioxybenzen) er en organisk forbindelse med formlen C6H4O2CH2 Forbindelsen er klassificeret som benzenderivat og en heterocyklisk forbindelse indeholdende den funktionelle metylendioxygruppe. Det er en farveløs væske.
Selvom benzodioxol i sig selv ikke er særlig vigtig, er mange beslægtede forbindelser, der indeholder metylendioxyphenylgruppen, bioaktive og findes derfor i pesticider og lægemidler.